# Sciomesa cyclophora
Sciomesa cyclophora är en fjärilsart som beskrevs av Fletcher 1961. Sciomesa cyclophora ingår i släktet Sciomesa och familjen nattflyn. Inga underarter finns listade.